# Облога Константинополя (1411)
Обло́га Константино́поля — друга облога, здійснена османськими військами столиці  Візантії в 1411 році. Була нетривалою, лише з європейської частини.

## Передумови
1402 року в Ангорській битві з чагатайським аміром Тимуром османський султан Баязид I зазнав поразки й загинув. Держава опинилася розділеною між його синами Мустафою, Мусою, Сулейманом і Ісою, між якими почалася боротьба за трон. Візантія намагалася скористатися з цієї ситуації, згодом стала підтримувати Сулеймана, який захопив османську столицю Едірне. Натомість імператор Мануїл II 1403 року отримав місто Фессалоніку.
На початку 1411 року Муса Челебі з військом вирушив на Едірне, звідки його брат Сулейман спробував втекти. При спробі знайти притулок в Константинополі Сулейман Челебі було вбито. Муса вступив в Едірне і зайняв султанський престол. Слідом за цим османські війська захопили місто Фессалоніки. За цим ворог захопив візантійські замки на річці Стрімон. Муса почав похід на Північну Грецію, де захопив в полон візантійського дуку Іоанна Палеолога.

## Перебіг подій
Того ж 1411 року Муса Челебі, зібравши великі сили, наблизився до Константинополя, яке взяв в облогу. Візантійський імператор Мануїл II Палеолог звернувся по допомогу до Мехмеда Челебі, брата Муси, який підкорив більшість османських володінь в Анатолії. Візантійський флот допоміг армії Мехмеда переправитися на європейський берег, але зазнав поразки в битві біля Інчегіза, після чого відступив до Малої Азії. Разом з тим була знята облога з Константинополя. 1413 року після перемоги Мехмеда над Мусою візантійці повернули собі Фессалоніки.